# Marcel Käufeler
Marcel Käufeler (Wettingen, 19 de enero de 1994) es un deportista suizo que compite en curling. Ganó una medalla de plata en el Campeonato Europeo de Curling Masculino de 2019.

## Palmarés internacional
| Campeonato Europeo | Campeonato Europeo   | Campeonato Europeo | Campeonato Europeo |
| Año                | Lugar                | Medalla            | Prueba             |
| ------------------ | -------------------- | ------------------ | ------------------ |
| 2019               | Helsingborg (Suecia) | Medalla de plata   | Equipo             |